# Atletiek op de Paralympische Zomerspelen 2024 - 100 m mannen T52
De 100 meter voor mannen klasse T52 op de Paralympische Zomerspelen 2024 vond plaats van op 5 september (series) en 6 september (finale) in het Stade de France. Deze klasse is voor atleten met onderbreking van de zenuwen in de hogere delen van de rug, aanzienlijk verminderde of geen rompfunctie en minimale of geen beenfunctie en daarom gebruik maken van een Wheeler (racerrolstoel). Duwkracht komt vanuit de ellebogen en lijkt bijna normaal, Aangepaste handschoenen worden gebruikt om de grip te compenseren. De winaar van 2020 was Tomoki Sato uit de Verenigde Staten. Hij werd opgevolgd door Maxime Carabin uit de België, de Brit Marcus Perrineau-Daley behaalde het zilver en Tomoki Sato uit Japan won de bronzen medaille.

## Records
Voorafgaand aan het toernooi waren dit het wereldrecord en het Paralympisch record.
| Wereldrecord        | België Maxime Carabin           | 16.13 | Brussel | 29 juni 2024     |
| Paralympisch record | Verenigde Staten Raymond Martin | 16.79 | Londen  | 2 september 2012 |

## Series
De eerste drie van beide series kwalificeerden zich direct voor de finale. Van de overgebleven atleten kwalificeerden bovendien de twee snelsten zich voor de finale.

#### Serie 1
| Rang | Baan | Naam               | Naam | Tijd  | Bijz. |
| ---- | ---- | ------------------ | ---- | ----- | ----- |
| 1    | 6    | Tomoki Sato        | JPN  | 17.20 | Q     |
| 2    | 7    | Anthony Bouchard   | CAN  | 17.43 | Q     |
| 3    | 3    | Salvador Hernández | MEX  | 17.45 | Q, SB |
| 4    | 4    | Tomoya Ito         | JPN  | 17.58 | q     |
| 5    | 8    | Fabian Blum        | SUI  | 18.48 |       |
| 6    | 5    | Jerrold Mangliwan  | PHI  | 19.44 |       |

#### Serie 2
| Rang | Baan | Naam                           | Naam | Tijd  | Bijz. |
| ---- | ---- | ------------------------------ | ---- | ----- | ----- |
| 1    | 8    | Maxime Carabin                 | BEL  | 16.21 | Q, PR |
| 2    | 4    | Marcus Perrineau-Daley         | GBR  | 16.87 | Q, PB |
| 3    | 3    | Leonardo de Jesús Pérez Juárez | MEX  | 17.57 | Q, SB |
| 4    | 6    | Tatsuya Ito                    | JPN  | 17.76 | q     |
| 5    | 7    | Sam McIntosh                   | AUS  | 17.88 |       |
| 6    | 4    | Beat Boesch                    | SUI  | 17.96 |       |

### Finale
| Rang   | Baan | Naam                           | Naam | Tijd         | Bijz. |
| ------ | ---- | ------------------------------ | ---- | ------------ | ----- |
| Goud   | 5    | Maxime Carabin                 | BEL  | 16.70        |       |
| Zilver | 7    | Marcus Perrineau-Daley         | GBR  | 17.27        |       |
| Brons  | 4    | Tomoki Sato                    | JPN  | 17.44        |       |
| 4      | 6    | Anthony Bouchard               | CAN  | 17.55 (.542) |       |
| 5      | 8    | Salvador Hernández             | MEX  | 17.55 (.548) |       |
| 6      | 3    | Leonardo de Jesús Pérez Juárez | MEX  | 17.67 (.662) |       |
| 7      | 2    | Tomoya Ito                     | JPN  | 17.67 (.665) |       |
| 8      | 9    | Tatsuya Ito                    | JPN  | 17.91        |       |